# Île aux Galets
Île aux Galets, aussi connue sous le nom Skillagallee, est une île du nord-est du lac Michigan, située entre l'île Beaver et le continent, à environ 11 km au nord-est de Cross Village Township, Michigan (en) dans le comté d'Emmet.
Le phare de l'île aux Galets avertit les navires de la présence d'un haut-fond de gravier dangereux qui représente un danger imminent pour la navigation. 
L'îlot abrite une importante colonie de goéland à bec cerclé. Son nom fut donné par les premiers explorateurs français et les anglophones trouvant le nom français imprononçable l'ont renommé Skillagallee (ou Skillagalee Island).
Il y a de nombreuses épaves près de l'île. Cependant, le 27 septembre 1850, la perte du bateau à roues à aubes A.D. Patchin, a conduit à la construction de la première lumière sur l'île.

## Comment y arriver
L'île est accessible en bateau léger ou en kayak de mer. En raison des conditions météorologiques variables, des eaux peu profondes et des récifs et hauts-fonds dangereux, toute approche de l'île est dangereuse. Il n'y a pas d'aires d'atterrissage ni d'autres installations sur l'île.